# Збігнев Оссолінський
Збігнев Оссолінський (пол. Zbigniew Ossoliński; д/н — 25 липня 1679) — державний і військовий діяч Речі Посполитої.

## Життєпис
Походив з польського шляхетського роду Оссолінських гербу Топор, старшої гілки. Третій син Прокопа Оссолінського, старости новотарзького, та Катажини Берецької. Здобув спочатку домашню освіту, продовжив навчання в Німеччині та Франції.
1632 року обирається від Нурської землі Підляського воєводства послом (делегатом) на елекційний сейм, де підтримав королевича Владислава Вазу. 1633 року стає підстолієм нурським.
1646 року отримує староство дорогочинське. У 1648 році обирається від Підляського воєводства послом (делегатом) на елекційний сейм, де підтримав королевича Яна Казимира Вазу. 1655 року призначено каштеляном черським (до 1663 року). Того ж року приєднався до коронної конфедерації на чолі із королем, що протистояла шведському вторгненню. Брав участь у бойових діях до 1660 року.
1661 року призначається на посаду воєводи підляського. 1669 року обирається від Дорогочинської землі Підляського воєводства послом (делегатом) на елекційний сейм, де підтримав кандидатуру Міхала Вишневецького.
У 1674 році обирається від Дорогочинської землі Підляського воєводства послом (делегатом) на елекційний сейм, де підтримав кандидатуру Яна Собеського. Помер 1679 року.

## Маєтності
Володів Бациками, Мощоною, Следзьоновою, Возьниками, Оледами, Лівками, Тарґовиською, Стердиню, Рудеком, Сипнем, Дзенцьоловим. Фактично на кінець життя він та його син контролювали Підляшшя (влада Оссолінських тут зберігалася до кінця існування Речі Посполитої), тим самим перетворили свою гілку Оссолінських на магнатів.

## Родина
1. Дружина (до 1628 року) — Барбара Івановська
Діти:
- Якуб (д/н — 1712), староста дорогочинський
- Єжи (д/н — після 1686), хорунжий нурський
- Ельжбета, дружина Марціна Оборського, воєводою підляського
- Барбара Маріанна, дружина Томаша Гумецького
- Єфрозина, дружина Зигмунда Гінека, ловчого підляського
- Максиміліан (1640—1703), ловчий підляський
- Пйотр

2. Дружина (з 1654 року) — Маріана, донька Стефана Гембіцького, воєводи ленчинського
Діти:
- Антоній (д/н — 1757), староста дорогочинський

3. Дружина (з 1668 року) — Анна, донька Каспера Іржиковича, мечника підляського
дітей не було